# 4641 Аяко
4641 Аяко (4641 Ayako) — астероїд головного поясу, відкритий 30 серпня 1990 року.
Тіссеранів параметр щодо Юпітера — 3,655.